# Marc Rosset
Marc Rosset  (sinh ngày 7 tháng 11 năm 1970) là cựu vận động viên quần vợt chuyên nghiệp người Thụy Sĩ. Ông được nhớ đến nhiều nhất khi giành huy chương vàng đơn nam tại Thế vận hội Olympic 1992. Ông cũng đã giành được một danh hiệu Grand Slam đôi tại Pháp mở rộng năm 1992 khi đánh cặp với người đồng hương Jakob Hlasek.

## Sự nghiệp
Rosset bắt đầu thi đấu chuyên nghiệp từ năm 1988 và giành danh hiệu đơn đầu tiên tại Geneva vào năm 1989 với suất đặc cách đánh bại Guillermo Pérez Roldán trong trận chung kết. Danh hiệu đôi nam đầu tiên trong sự nghiệp của ông cũng tại Geneva vào năm 1991 khi đánh cặp với Sergi Bruguera.
Năm 1992 là năm đỉnh cao nhất trong sự nghiệp của Marc Rosset. Ông đại diện cho Thụy Sĩ thi đấu tại Thế vận hội Olympic ở Barcelona. Ông đã đánh bại một số tay vợt hàng đầu ở các vòng ngoài để đủ điền kiện vào trận chung kết đơn nam Olympic bao gồm Jim Courier, Goran Ivanišević, Wayne Ferreira và Emilio Sánchez. Ở trận chung kết đơn nam Olympic ông đã đánh bại tay vợt người Tây Ban Nha Jordi Arrese sau 5 séc để giành huy chương vàng. Rosset cũng vô địch đôi nam Pháp mở rộng khi đánh cặp với người đồng hương Jakob Hlasek. Rosset cũng là thành viên của đội tuyển Davis Cup Thụy Sĩ lọt vào chung kết Davis Cup 1992.
Rosset có thành tích đối đầu là 2-2 trước người kế nhiệm của ông là tay vợt hàng đầu Thụy Sĩ, Roger Federer. Rosset thắng trong lần gặp gỡ đầu tiên của họ vào năm 2000 (bao gồm cả trận chung kết Open 13 tại Marseille), nhưng Federer thắng trong lần gặp của họ vào năm 2001 và 2003.
Với chiều cao 2,01m (6 ft. 7 in.), Rosset là một trong những tay vợt cao nhất trong suốt sự nghiệp của ông. Ông là một trong những tay vợt có tốc độ giao bóng nhanh nhất và cũng là một trong những tay vợt có nhiều cú giao bóng ăn điểm trực tiếp nhất trong phần lớn sự nghiệp của mình.
Rosset có vị trí đơn cao nhất trên bảng xếp hạng ATP là số 9 thế giới và vị trí đôi cao nhất là số 8 thế giới. Ông giành tổng cộng 15 danh hiệu đơn và 8 danh hiệu đôi trong sự nghiệp. Ông đã giành ít nhất một danh hiệu đơn trên tất cả các mặt sân: Sân đất nện, Sân cỏ, Sân cứng và Sân thảm.
Rosset đã thay đổi kế hoạch bay của mình sau thất bại ở vòng đầu tiên tại Giải quần vợt Mỹ mở rộng vào tháng 9 năm 1998. Sau khi thay đổi lịch trình, thì chuyến bay mà ông đặt đầu tiên là Swissair 111 đã bị rơi ở Đại Tây Dương, khiến tất cả hành khách và phi hành đoàn trên máy bay thiệt mạng.

## Thống kê sự nghiệp

### Dòng thời gian sự nghiệp đánh đơn
| VĐ | CK | BK | TK | V# | RR | Q# | A | NH |

| Giải đấu                | 1988  | 1989  | 1990  | 1991  | 1992  | 1993  | 1994  | 1995  | 1996  | 1997  | 1998  | 1999  | 2000  | 2001  | 2002  | 2003  | 2004  | 2005  | Career SR |
| ----------------------- | ----- | ----- | ----- | ----- | ----- | ----- | ----- | ----- | ----- | ----- | ----- | ----- | ----- | ----- | ----- | ----- | ----- | ----- | --------- |
| Các giải Grand Slam     |       |       |       |       |       |       |       |       |       |       |       |       |       |       |       |       |       |       |           |
| Australian Open         | A     | A     | 1R    | 1R    | 4R    | A     | 3R    | 1R    | A     | 2R    | 2R    | QF    | 2R    | 2R    | A     | 1R    | A     | A     | 0 / 11    |
| French Open             | A     | A     | 2R    | 1R    | 1R    | 2R    | 1R    | 2R    | SF    | 4R    | 1R    | 1R    | 2R    | 1R    | A     | 1R    | A     | A     | 0 / 13    |
| Wimbledon               | A     | A     | 3R    | 1R    | 3R    | 1R    | 2R    | 1R    | 3R    | 2R    | 2R    | 2R    | 4R    | 1R    | 2R    | 1R    | A     | A     | 0 / 14    |
| US Open                 | A     | A     | 1R    | 1R    | 1R    | 1R    | 3R    | 4R    | 1R    | 1R    | 1R    | 1R    | 2R    | 1R    | 1R    | A     | A     | A     | 0 / 13    |
| Grand Slam SR           | 0 / 0 | 0 / 0 | 0 / 4 | 0 / 4 | 0 / 4 | 0 / 3 | 0 / 4 | 0 / 4 | 0 / 3 | 0 / 4 | 0 / 4 | 0 / 4 | 0 / 4 | 0 / 4 | 0 / 2 | 0 / 3 | 0 / 0 | 0 / 0 | 0 / 51    |
| Các giải Masters Series |       |       |       |       |       |       |       |       |       |       |       |       |       |       |       |       |       |       |           |
| Indian Wells            | NME   | NME   | A     | 2R    | 1R    | QF    | 3R    | A     | 1R    | 3R    | 1R    | A     | A     | 1R    | A     | A     | A     | A     | 0 / 7     |
| Miami                   | NME   | NME   | 1R    | QF    | 3R    | 4R    | 3R    | A     | 4R    | 2R    | 3R    | 2R    | 1R    | 1R    | 1R    | A     | A     | A     | 0 / 12    |
| Monte Carlo             | NME   | NME   | QF    | 1R    | 3R    | 3R    | 1R    | 3R    | 1R    | 2R    | 1R    | 1R    | 1R    | 1R    | A     | A     | A     | A     | 0 / 12    |
| Rome                    | NME   | NME   | A     | 1R    | 3R    | 3R    | 1R    | 1R    | 3R    | 3R    | A     | 1R    | 1R    | A     | A     | A     | A     | A     | 0 / 9     |
| Hamburg                 | NME   | NME   | A     | 1R    | A     | 2R    | 1R    | QF    | 3R    | 1R    | 1R    | 2R    | 3R    | 1R    | A     | A     | A     | A     | 0 / 10    |
| Canada                  | NME   | NME   | A     | A     | A     | A     | 3R    | 2R    | 2R    | A     | A     | A     | 1R    | A     | A     | A     | A     | A     | 0 / 4     |
| Cincinnati              | NME   | NME   | A     | A     | 1R    | A     | A     | A     | 1R    | A     | A     | A     | 1R    | A     | A     | A     | A     | A     | 0 / 3     |
| Stuttgart (Stockholm)   | NME   | NME   | 3R    | 1R    | A     | SF    | 3R    | 3R    | 2R    | 1R    | 1R    | 1R    | 2R    | A     | A     | A     | A     | A     | 0 / 10    |
| Paris                   | NME   | NME   | 3R    | 1R    | 1R    | 3R    | F     | 3R    | QF    | 1R    | 3R    | 3R    | 3R    | A     | A     | A     | A     | A     | 0 / 11    |
| Masters Series SR       | N/A   | N/A   | 0 / 4 | 0 / 7 | 0 / 6 | 0 / 7 | 0 / 8 | 0 / 6 | 0 / 9 | 0 / 7 | 0 / 6 | 0 / 6 | 0 / 8 | 0 / 4 | 0 / 1 | 0 / 0 | 0 / 0 | 0 / 0 | 0 / 78    |
| Vị trí kết thúc năm     | 474   | 45    | 22    | 60    | 35    | 16    | 14    | 15    | 22    | 31    | 31    | 46    | 28    | 119   | 101   | 122   | 214   | 1306  | N/A       |

## Các trận chung kết quan trọng

### Chung kết Grand Slam

#### Đôi: 1 (1 danh hiệu)
| Kết quả | Năm  | Giải đấu    | Mặt sân | Đồng đội     | Đối thủ                      | Tỷ số                   |
| ------- | ---- | ----------- | ------- | ------------ | ---------------------------- | ----------------------- |
| Vô địch | 1992 | French Open | Đất nện | Jakob Hlasek | David Adams Andrei Olhovskiy | 7–6(7–4), 6–7(3–7), 7–5 |

### Chung kết Olympic

#### Đơn: 1 (1 huy chương vàng)
| Kết quả | Năm  | Giải đấu           | Mặt sân | Đối thủ      | Tỷ số                        |
| ------- | ---- | ------------------ | ------- | ------------ | ---------------------------- |
| Vô địch | 1992 | Barcelona Olympics | Đất nện | Jordi Arrese | 7–6(7–2), 6–4, 3–6, 4–6, 8–6 |

### Chung kết Masters Series

#### Đơn: 1 (1 á quân)
| Kết quả | Năm  | Giải đấu      | Mặt sân  | Đối thủ      | Tỷ số              |
| ------- | ---- | ------------- | -------- | ------------ | ------------------ |
| Á quân  | 1994 | Paris Masters | Thảm (i) | Andre Agassi | 3–6, 3–6, 6–4, 5–7 |

#### Đôi: 1 (1 danh hiệu)
| Kết quả | Năm  | Giải đấu     | Mặt sân | Đồng đội     | Đối thủ                       | Tỷ số         |
| ------- | ---- | ------------ | ------- | ------------ | ----------------------------- | ------------- |
| Vô địch | 1992 | Rome Masters | Đất nện | Jakob Hlasek | Wayne Ferreira Mark Kratzmann | 6–4, 3–6, 6–1 |

## Chung kết ATP

### Đơn: 23 (15–8)
| Giải đấu                      |
| ----------------------------- |
| Grand Slam (0–0)              |
| Tennis Masters Cup (0–0)      |
| Olympic Gold Medal (1–0)      |
| ATP Masters Series (0–1)      |
| ATP Championship Series (2–3) |
| ATP Tour (12–4)               |

| Mặt sân       |
| ------------- |
| Cứng (4–3)    |
| Đất nện (3–2) |
| Cỏ (1–0)      |
| Thảm (7–3)    |

| kết quả | Thắng-Thua | Ngày              | Giải đấu                     | Mặt sân  | Đối thủ                | Tỷ số                        |
| ------- | ---------- | ----------------- | ---------------------------- | -------- | ---------------------- | ---------------------------- |
| Vô địch | 1.         | Tháng 9 năm 1989  | Geneva, Thụy Sĩ              | Đất nện  | Guillermo Pérez Roldán | 6–4, 7–5                     |
| Á quân  | 1.         | Tháng 4 năm 1990  | Madrid, Tây Ban Nha          | Đất nện  | Andrés Gómez           | 3–6, 6–7                     |
| Á quân  | 2.         | Tháng 5 năm 1990  | Bologna, Ý                   | Đất nện  | Richard Fromberg       | 6–4, 4–6, 6–7                |
| Vô địch | 2.         | Tháng 10 năm 1990 | Lyon, Pháp                   | Thảm (i) | Mats Wilander          | 6–3, 6–2                     |
| Vô địch | 3.         | Tháng 8 năm 1992  | Summer Olympics, Tây Ban Nha | Đất nện  | Jordi Arrese           | 7–6(7–2), 6–4, 3–6, 4–6, 8–6 |
| Vô địch | 4.         | Tháng 11 năm 1992 | Moscow, Nga                  | Thảm (i) | Carl Uwe Steeb         | 6–3, 6–2                     |
| Vô địch | 5.         | Tháng 2 năm 1993  | Marseille, Pháp              | Thảm (i) | Jan Siemerink          | 6–2, 7–6(7–1)                |
| Vô địch | 6.         | Tháng 8 năm 1993  | Long Island, Mỹ              | Cứng     | Michael Chang          | 6–4, 3–6, 6–1                |
| Vô địch | 7.         | Tháng 11 năm 1993 | Moscow, Nga                  | Thảm (i) | Patrik Kühnen          | 6–4, 6–3                     |
| Vô địch | 8.         | Tháng 2 năm 1994  | Marseille, Pháp              | Thảm (i) | Arnaud Boetsch         | 7–6(8–6), 7–6(7–4)           |
| Á quân  | 3.         | Tháng 8 năm 1994  | New Haven, Mỹ                | Cứng     | Boris Becker           | 3–6, 5–7                     |
| Vô địch | 9.         | Tháng 10 năm 1994 | Lyon, Pháp                   | Thảm (i) | Jim Courier            | 6–4, 7–6(7–2)                |
| Á quân  | 4.         | Tháng 11 năm 1994 | Paris, Pháp                  | Thảm (i) | Andre Agassi           | 3–6, 3–6, 6–4, 5–7           |
| Vô địch | 10.        | Tháng 4 năm 1995  | Nice, Pháp                   | Đất nện  | Yevgeny Kafelnikov     | 6–4, 6–0                     |
| Vô địch | 11.        | Tháng 6 năm 1995  | Halle, Đức                   | Cỏ       | Michael Stich          | 3–6, 7–6(13–11), 7–6(10–8)   |
| Á quân  | 5.         | Tháng 3 năm 1996  | Milan, Ý                     | Thảm (i) | Goran Ivanišević       | 3–6, 6–7(3–7)                |
| Vô địch | 12.        | Tháng 2 năm 1997  | Antwerp, Bỉ                  | Cứng (i) | Tim Henman             | 6–2, 7–5, 6–4                |
| Á quân  | 6.         | Tháng 9 năm 1997  | Tashkent, Uzbekistan         | Cứng     | Tim Henman             | 6–7(2–7), 4–6                |
| Á quân  | 7.         | Tháng 2 năm 1998  | St. Petersburg, Nga          | Thảm (i) | Richard Krajicek       | 4–6, 6–7(5–7)                |
| Á quân  | 8.         | Tháng 2 năm 1998  | Antwerp, Bỉ                  | Cứng     | Greg Rusedski          | 6–7(3–7), 6–3, 1–6, 4–6,     |
| Vô địch | 13.        | Tháng 2 năm 1999  | St. Petersburg, Nga          | Thảm (i) | David Prinosil         | 6–3, 6–4                     |
| Vô địch | 14.        | Tháng 2 năm 2000  | Marseille, Pháp              | Cứng (i) | Roger Federer          | 2–6, 6–3, 7–6(7–5)           |
| Vô địch | 15.        | Tháng 2 năm 2000  | London, Vương quốc Anh       | Cứng (i) | Yevgeny Kafelnikov     | 6–4, 6–4                     |

### Đôi: 12 (8–3)
| Giải đấu                      |
| ----------------------------- |
| Grand Slam (1–0)              |
| Tennis Masters Cup (0–0)      |
| Olympic Gold Medal (0–0)      |
| ATP Masters Series (1–0)      |
| ATP Championship Series (0–0) |
| ATP Tour (6–3)                |

| Mặt sân       |
| ------------- |
| Cứng (2–0)    |
| Đất nện (4–3) |
| Cỏ (0–0)      |
| Thảm (2–0)    |

| Kết quả | Thắng-Thua | Ngày              | Giải đấu                 | Mặt sân  | Đồng đội         | Đối thủ                          | Tỷ số         |
| ------- | ---------- | ----------------- | ------------------------ | -------- | ---------------- | -------------------------------- | ------------- |
| Vô địch | 1.         | Tháng 9 năm 1991  | Geneva, Thụy Sĩ          | Đất nện  | Sergi Bruguera   | Per Henricsson Ola Jonsson       | 3–6, 6–3, 6–3 |
| Vô địch | 2.         | Tháng 1 năm 1992  | Adelaide, Australia      | Cứng     | Goran Ivanišević | Mark Kratzmann Jason Stoltenberg | 7–6, 7–6      |
| Vô địch | 3.         | Tháng 5 năm 1992  | Rome, Ý                  | Đất nện  | Jakob Hlasek     | Wayne Ferreira Mark Kratzmann    | 6–4, 3–6, 6–1 |
| Vô địch | 4.         | Tháng 6 năm 1992  | French Open, Paris, Pháp | Đất nện  | Jakob Hlasek     | David Adams Andrei Olhovskiy     | 7–6, 6–7, 7–5 |
| Á quân  | 1.         | Tháng 6 năm 1992  | Stuttgart, Đức           | Đất nện  | Javier Sanchez   | Glenn Layendecker Byron Talbot   | 6–4, 3–6, 4–6 |
| Vô địch | 5.         | Tháng 10 năm 1992 | Lyon, Pháp               | Thảm (i) | Jakob Hlasek     | Neil Broad Stefan Kruger         | 6–1, 6–3      |
| Vô địch | 6.         | Tháng 7 năm 1993  | Gstaad, Thụy Sĩ          | Đất nện  | Cédric Pioline   | Hendrik Jan Davids Piet Norval   | 6–3, 3–6, 7–6 |
| Á quân  | 2.         | Tháng 7 năm 1995  | Gstaad, Thụy Sĩ          | Đất nện  | Arnaud Boetsch   | Luis Lobo Javier Sánchez         | 7–6, 6–7, 6–7 |
| Vô địch | 7.         | Tháng 10 năm 1997 | Basel, Thụy Sĩ           | Thảm (i) | Tim Henman       | Karsten Braasch Jim Grabb        | 7–6, 6–7, 7–6 |
| Vô địch | 8.         | Tháng 9 năm 1999  | Tashkent, Uzbekistan     | Cứng     | Oleg Ogorodov    | Mark Keil Lorenzo Manta          | 7–6, 7–6      |
| Á quân  | 3.         | Tháng 7 năm 2004  | Gstaad, Thụy Sĩ          | Đất nện  | Stan Wawrinka    | Leander Paes David Rikl          | 4–6, 2–6      |

### Đấu đội: 1 (1 danh hiệu, 2 á quân)
| Kết quả | Số thứ tự | Ngày              | Giải đấu                   | Mặt sân  | Đồng đội/Đội                               | Đối thủ                                            | Tỷ số    |
| ------- | --------- | ----------------- | -------------------------- | -------- | ------------------------------------------ | -------------------------------------------------- | -------- |
| Á quân  | 1.        | Tháng 12 năm 1992 | Davis Cup, Fort Worth, Mỹ  | Thảm (i) | Jakob Hlasek Thierry Grin Claudio Mezzadri | Andre Agassi Jim Courier John McEnroe Pete Sampras | 1–3      |
| Á quân  | 2.        | Tháng 1 năm 1996  | Hopman Cup, Australia      | Cứng     | Martina Hingis                             | Iva Majoli Goran Ivanišević                        | 1–2      |
| Vô địch | 1.        | Tháng 5 năm 1996  | World Team Cup, Düsseldorf | Đất nện  | Jakob Hlasek                               | Petr Korda Daniel Vacek                            | 6–3, 6–4 |